# بطولة العالم للدراجات على المضمار 1958
بطولة العالم للدراجات على المضمار 1958 هي الدورة ال55 من بطولة العالم للدراجات على المضمار، أجريت في باريس، فرنسا.

## النتائج النهائية
| المسابقة                              | ذهبية                              | فضية                      | برونزية                    |
| ------------------------------------- | ---------------------------------- | ------------------------- | -------------------------- |
| الرجال                                |                                    |                           |                            |
| السرعة الفردية                        | ميشيل روسو (دراج) (FRA)            | إنزو ساكي (ITA)           | أنطونيو ماسبيس (ITA)       |
| سباق المطاردة الفردية                 | روجر ريفيير (فرنسا)                | لياندرو فاجين (إيطاليا)   | فرانكو جانديني (إيطاليا)   |
| سباق مطاردة الدراجة النارية للهواة    | لوثار مايستر (GDR)                 | هاينز فاهل (GDR)          | Arie van Houwelingen (NED) |
| سباق مطاردة الدراجة النارية للمحترفين | والتر بوشر (دراج) (SUI)            | غييرمو تيمونير (ESP)      | Wouter Wagtmans (NED)      |
| السيدات                               |                                    |                           |                            |
| السرعة الفردية                        | Galina Yermolayeva (cyclist) (URS) | Valentina Maksimova (URS) | جان دان (GBR)              |
| سباق المطاردة الفردية                 | Ludmilla Kotchetova (URS)          | ستيلا بيل (GBR)           | كاثلين راي (GBR)           |